# 小野絵里華
小野 絵里華（おの えりか、1984年 - ）は、日本の詩人。東京都出身。

## 経歴
東京大学大学院総合文化研究科博士課程修了。主に戦後日本文学を研究。
2010年、「ユリイカの新人」に選ばれる（選者：伊藤比呂美）。2022年、エルスール財団新人賞を受賞。2023年、『エリカについて』で第73回H氏賞を受賞。2023年、『エリカについて』で第28回中原中也賞の候補。

## 作品リスト

### 詩集
- 『トイレに神様なんかいない』（2018年、私家版）
- 『エリカについて』（2022年、左右社）

### 歌集
- 『金魚は炭酸水では生きていけない』（2020年、私家版）